# Unterseeboot UB-47
Pour les autres navires du même nom, voir Unterseeboot 47.
Le SM UB-47 était un U-boot allemand construit pendant la Première Guerre mondiale. De type UB II, il est lancé en 1916 et entre en service la même année dans la Kaiserliche Marine, intégrant la flottille de Pola en mer Méditerranée. Le 27 décembre 1916, il torpille et coule le cuirassé français Gaulois. L'année suivante, il est revendu à la Marine austro-hongroise. Après la guerre, il est cédé à la France au titre des indemnités de guerre.